# شبانه‌روزی (مکان)
خوابگاه مسافری یا مسافرخانه (به انگلیسی: Hostel) که می‌توان آن را مهمانپذیر جوانان نیز نامید نوعی مکان اقامتی اجاره‌ای است که مهمانان آن بیشتر به صورت گروهی در اتاق‌ها یا سالنهای بزرگ اقامت می‌کنند. معمولاً هر مهمان دارای یک تخت است که در یک اتاق مشترک با تعداد دیگری از میهمانان قرار گرفته‌است. معمولاً امکانات بهداشتی (حمام و توالت) و نیز آشپزخانه در بیرون از اتاق‌ها قرار دارند و به صورت اشتراکی مورد استفاده قرار می‌گیرند. شبانه روزی ها، بیشتر مورد استفاده جوانان گردشگر و مسافران معروف به بک پکر (گردشگر کوله‌پشتی) قرار می‌گیرند. از این رو در استرالیا و نیوزلند به این مکانها بک پکر backpackers گفته می‌شود.
اتاقهای چهارتخته، شش تخته و هشت تخته از انواع رایج اتاقهای موجود در شبانه‌روزی‌ها هستند. معمولاً اتاق‌ها و سالنهای با ظرفیت بیشتر را خوابگاه می‌گویند که گاه می‌تواند بیش از بیست تخت داشته باشد. برخی مهمانپذیرهای شبانه‌روزی دارای اتاقهای یک تخته و دو تخته یا اتاقهای دارای امکانات مستقل نیز هستند.

## در ایران
در ایران به مکانهای اقامتی ارزان قیمت شبانه روزی، مهانخانه، مهمانپذیر و نیز مسافرخانه گفته می‌شود. در نیمه اول قرن چهاردهم خورشیدی، ساخت مسافرخانه‌های ارزانقیمت در شهرهای مختلف ایران گسترش یافت و در شهرهای مختلف این مکانها، در میادین اصلی شهر، دروازه‌های ورودی و نیز در مجاورت گاراژهای مسافرتی ساخته شدند. در دهه‌های اخیر، علاقه بیشتری به ساخت و اقامت در هتل به وجود آمده‌است. به همین دلیل، بسیاری از مسافرخانه‌های قدیمی تغییر کاربری داده‌اند. در دوره‌های قدیمی تر، کاروانسراها نقش مهمانخانه را بر عهده داشته‌اند.

## ویژگی‌ها
شبانه‌روزی ها، معمولاً ارزانقیمت‌ترین مکانهای اقامتی مسافرتی به حساب می‌آیند. هزینهٔ نگهداری از آن‌ها در مقایسه با هتل‌ها ناچیز است و خدمات آن‌ها نیز ابتدایی است. بهداشت ناکافی از مشکلات عمومی این مکانها به حساب می‌آیند. علاوه بر آن، خطر دزدی از وسایل شخصی در این مکانها زیاد است . شبانه روزی ها، بیشتر مورد استفاده جوانان گردشگر و مسافران معروف به بک پکر (گردشگر کوله‌پشتی) قرار می‌گیرند.